# Latham (Albany, New York)
Latham ist ein Vorort (Hamlet) in der Stadt Colonie nördlich von Albany.

## Geographie
Latham ist ein Census-designated place (CDP) im Albany County, New York State, Vereinigte Staaten. Er liegt an der U.S. Route 9. Bei der Volkszählung 2010 betrug die Einwohnerzahl 20.736. Latham war bei den Volkszählungen 1970, 1980 und 1990 ein „census-designated place“, nicht aber bei der Volkszählung 2000. Latham war aber 2020 wieder ein CDP.

## Einrichtungen
In Latham liegt der Albany International Airport. Hier befinden sich auch die Joint Force Headquarters der New York National Guard.